# Emil Hácha
Emil Hachá (Trhové Sviny, 12 de julho de 1872  - Praga, 27 de junho de 1945 ) foi um advogado tcheco, terceiro presidente da Tchecoslováquia de 1938 a 1939. A partir de março de 1939, ele presidiu dentro do Protetorado da Boêmia e Morávia da Alemanha.

## Biografia
Graduado em direito pela Universidade de Praga em 1896 , tornou-se juiz do Supremo Tribunal Administrativo de Viena imediatamente após a eclosão da Primeira Guerra Mundial. Após o Tratado de Versalhes e a proclamação da independência da República da Tchecoslováquia, Hácha tornou-se vice-presidente da Corte. Expoente do mundo católico conservador, após a conferência de Munique (que sancionou o desmembramento da Tchecoslováquia) e a renúncia do presidente Edvard Beneš foi escolhido como seu sucessor.
Em 14 de março de 1939, ele foi convidado a ir a Berlim por Hitler. Aqui o Führer o fez esperar horas e quando o recebeu a uma e meia da noite, informou-o que a Alemanha logo invadiria a Tchecoslováquia. Hácha foi forçado a escolher entre duas opções: cooperar com o Terceiro Reich de forma que a ocupação alemã ocorresse de forma não traumática ou tentar resistir desencadeando a repressão à Wehrmacht. Às quatro e meia da manhã Hácha, que também sofreu um ataque cardíaco depois que Göring ameaçou bombardear Praga, contatou seu executivo para comunicar que aceitou os termos de Hitler.
Em 16 de março, a ocupação da Tchecoslováquia foi concluída; Hácha foi mantido em seu posto, mas foi forçado a jurar lealdade a Hitler e Konstantin von Neurath, governador do Protetorado da Boêmia e Morávia. Nos meses seguintes, ele tentou em vão se opor à germanização do país e também cooperou secretamente com o governo de Beneš no exílio.
A situação piorou ainda mais após a nomeação de Reinhard Heydrich como vice-protetor da Boêmia e da Morávia. Muitos amigos e colegas de Hácha foram presos (incluindo o primeiro-ministro Alois Eliáš). Em 13 de maio de 1945, depois que as tropas soviéticas libertaram a Tchecoslováquia, Hácha foi preso e transferido para o hospital da prisão de Pankrác, onde morreu em 27 de junho em circunstâncias misteriosas. Ele foi sepultado em uma sepultura no cemitério de Vinohrady onde seu nome não pôde ser gravado, que só foi afixado posteriormente.